# Nitro (rapper)
Nitro, pseudonimo di Nicola Albera (Vicenza, 11 febbraio 1993), è un rapper italiano.

## Biografia

### 2007-2012: primi anni
Si è avvicinato all'hip hop grazie al freestyle. Ha iniziato a collaborare con l'MC Moova e il produttore CeCe DuB, dando vita nel 2010 a Born2Burn Mixtape. Nel 2007 ha partecipato al suo primo Tecniche Perfette, arrivando alla semifinale della selezione regionale. Da lì ha continuato a partecipare alle battaglie di freestyle, vincendo nei due anni seguenti la fase regionale del Tecniche Perfette, conquistando la finale nazionale per due volte e arrivando sempre tra i primi quattro.
Dopo l'esperienza del Tecniche Perfette, Nitro ha partecipato al contest organizzato da Radio Sherwood a Padova, vincendolo. L'esperienza dal vivo l'ha portato a far parte, sotto lo pseudonimo di Wilson Kemper, dei The Villains, gruppo composto anche da Moova, Venom e Zethone. Questo progetto, ispirato al lato oscuro della fumettistica e del cinema, unisce diversi generi quali hip hop, dubstep, elettronica e hardcore.
Nel 2012 ha partecipato al talent show MTV Spit, piazzandosi in seconda posizione, battuto solo da Ensi. Intorno allo stesso periodo è entrato a far parte del collettivo Machete Crew, fondato dai rapper Salmo, El Raton, Enigma e DJ Slait. Il 30 ottobre 2012 è stato pubblicato l'EP Casus belli EP di Fabri Fibra, nel quale è presente la prima collaborazione ufficiale di Nitro, precisamente nel brano Felice per me.

### 2013-2014:Danger
Nel 2013 Nitro ha partecipato nuovamente a MTV Spit, giungendo secondo, battuto da Shade. Nello stesso anno ha partecipato alla produzione del mixtape Machete Mixtape Vol II, distribuito dalla Machete Empire Records.
Il 12 luglio 2013 il rapper ha pubblicato il singolo di debutto Back Again, che ha anticipato di quattro giorni il suo primo album in studio Danger, uscito con la Machete Empire Records e distribuito dalla Sony Music.
Nel corso del 2014 ha preso parte alla realizzazione del mixtape Machete Mixtape III, cantando in dieci dei 24 brani presenti nello stesso.

### 2015-2016:Suicidol
Il 21 aprile 2015 ha pubblicato per il download digitale il singolo Rotten, il quale ha anticipato l'uscita del secondo album in studio Suicidol, pubblicato il 26 maggio. Il disco è entrato al quarto posto della Classifica FIMI Album ed è stato certificato disco di platino dalla FIMI per le oltre 50 000 copie vendute, venendo promosso anche dai singoli Sassi e diamanti e Pleasantville, entrati in rotazione radiofonica rispettivamente dal 15 maggio e dal 16 ottobre. Il 10 luglio è stato inoltre pubblicato il video del brano Storia di un defunto artista, successivamente certificato disco d'oro dalla FIMI pur non essendo stato estratto come singolo.
Il 4 maggio 2016 il rapper ha annunciato la riedizione di Suicidol, denominata Post Mortem e uscita il 27 dello stesso mese. Rispetto all'edizione originaria, la riedizione presenta un secondo CD contenente cinque brani incisi in collaborazione con MadMan, Jake La Furia, Jack the Smoker e Izi, tra cui il singolo Solo quando bevo, pubblicato il 20 maggio dello stesso anno.
Il 25 novembre è stata pubblicata la Platinum Edition dell'album Hellvisback di Salmo, in cui Nitro è presente come artista ospite nel brano Title?.

### 2017-2019:No Comment
Il 4 dicembre 2017 Nitro ha reso disponibile per il download digitale il singolo Buio Omega, prodotto da Salmo e accompagnato nello stesso giorno dal relativo video. Il singolo ha debuttato nella Top Singoli alla posizione 40.
Contemporaneamente all'uscita del singolo, il rapper ha annunciato il terzo album in studio No Comment, pubblicato il 12 gennaio 2018.
Il 23 marzo 2018 ha pubblicato il secondo singolo Ho fatto bene, mentre il 4 maggio 2018 ha pubblicato il terzo singolo Chairaggione, in collaborazione con Salmo. La collaborazione con Salmo si è nuovamente proposta con il brano Dispovery Channel, contenuto nell'album Playlist del rapper olbiese.
Il 5 luglio 2019 viene pubblicato il Machete Mixtape 4, dove Nitro compare in 6 delle 18 tracce del disco, tra cui il singolo Marylean.

### 2020-2021:GarbAge
Il 6 marzo 2020 Nitro ha pubblicato il quarto album in studio GarbAge, che si caratterizza per la presenza di svariate collaborazioni tra i vari brani, tra cui Lazza, Fabri Fibra, Thasup, Gemitaiz e Dani Faiv. In contemporanea è stato presentato il singolo Saturno.
Il 7 dicembre 2020 pubblica in collaborazione con il rapper Vegas Jones il singolo Ossigeno, volto ad anticipare la riedizione dell'album, denominata GarbAge Evilution e pubblicata il 12 febbraio 2021. Questa riedizione comprende sei brani inediti, di cui tre in collaborazione con Casadilego, Rosa Chemical e Vegas Jones.

### 2023:Outsider
Il 7 aprile 2023 Nitro pubblica Outsider, il suo quinto album in studio, annunciato il 13 marzo 2023 ed anticipato dai singoli CONTROL e OUTSIDER, pubblicati rispettivamente il 3 e il 24 marzo 2023. Il disco presenta inoltre le collaborazioni di vari artisti, tra cui Ernia e Kid Yugi.
Il 13 ottobre pubblica Too Late, in collaborazione con la rapper Madame, successivamente aggiunto come traccia bonus.   
In concomitanza con l'uscita di Outsider, Nitro ha presentato una mostra temporanea intitolata OUTSIDER VISUAL GALLERY, composta da quattordici opere NFT realizzate da altrettanti artisti emergenti del panorama della digital art e liberamente ispirate alle tracce del disco. L'evento, curato da Mendacia Veritatis (fidanzata di Nitro) e Holy Club Digital Art Gallery, si è tenuto ai DAZI di Milano il 7 e l'8 aprile 2023. 
Come rivelato dal rapper, l'idea della mostra risaliva al suo precedente album, GarbAge, ma all'epoca non si concretizzò a causa della pandemia da COVID 19.

### 2024
Il 25 ottobre pubblica Per un paio di dollari, singolo prodotto da MILES in collaborazione con il duo Sadturs e KIID.
2025
L'11 aprile nitro pubblica Scappa, singolo prodotto da low kidd 

## Discografia
- 2013 – Danger
- 2015 – Suicidol
- 2018 – No Comment
- 2020 – GarbAge
- 2023 – Outsider